# Museum für Moderne Kunst

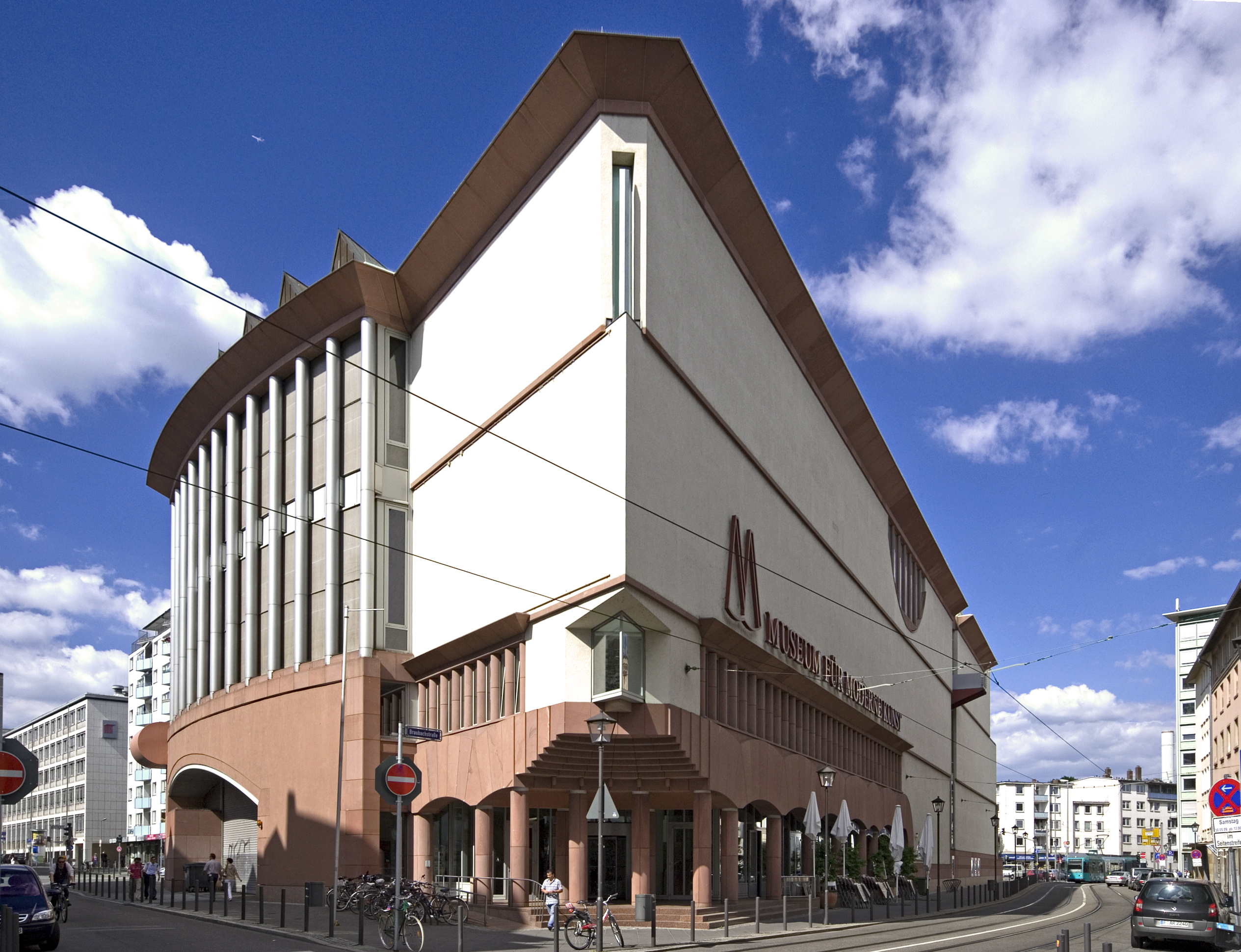
Museum für Moderne Kunst

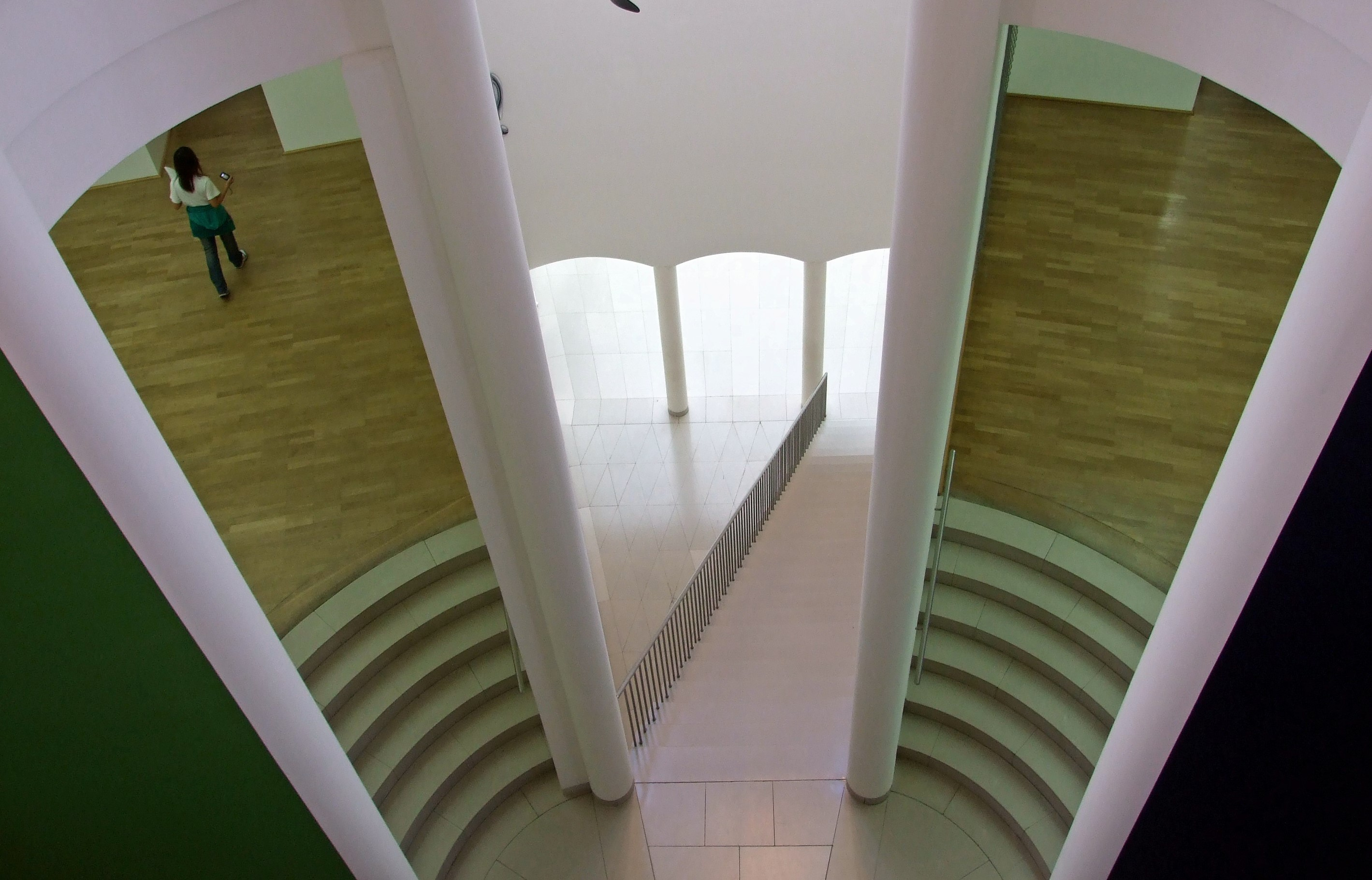
interieur

Het Museum für Moderne Kunst (MMK) in Frankfurt am Main is gelegen aan de straathoek Dom- en Braubachstrasse in de Altstadt (oude stad).
Het gebouw is ontworpen door de Weense architect Hans Hollein. Het museum kreeg als bijnaam, vanwege de driehoekige puntvorm, het „Tortenstück” (de taartpunt).

## Collectie
Basis van de verzameling moderne kunst van het museum is de nalatenschap van de collectionneur Karl Ströher. Deze collectie telde 84 werken van kunstenaars, die behoren tot de kunststromingen  Pop-art en Minimalisme. Onder anderen Carl Andre, Dan Flavin, Donald Judd, Roy Lichtenstein, Walter De Maria, Claes Oldenburg en Andy Warhol zijn met meerdere werken vertegenwoordigd. Bovendien beschikt het museum inmiddels over werk van Jim Dine, Jasper Johns, Robert Rauschenberg, George Segal en Tom Wesselmann. Ook Joseph Beuys neemt in de collectie een belangrijke plaats in.
Vanaf de opening van het museum in 1991 behoorde het werk RAF Zyklus '18 Oktober 1977' van Gerhard Richter tot de topwerken van het museum. Aanvankelijk had het museum het werk in langdurige bruikleen van de kunstenaar gekregen, maar tot ieders verrassing besloot Richter later de cyclus aan het Museum of Modern Art in New York te verkopen.
In de collectie Fotografie zijn bekende kunstenaars vertegenwoordigd, zoals Thomas Ruff, Barbara Klemm, Jeff Wall en Jock Sturges. Ook waren inmiddels tentoonstellingen te zien van fotokunstenaars als James Abbe en Candida Höfer. 
In 2006 verwierf het museum samen met twee andere musea, het Liechtensteinse Kunstmuseum Liechtenstein en het Zwitserse Kunstmuseum St. Gallen, de kunsthistorisch gezien belangrijke kunstverzameling van de Keulse galeriehouder Rolf Ricke. Tot die collectie behoren onder andere werken van Richard Artschwager, Bill Bolligner, Donald Judd, Gary Kuehn en Steven Parrino.